# São Vicente de Pereira Jusã
Pour les articles homonymes, voir São Vicente.
São Vicente de Pereira Jusã est une ancienne paroisse civile portugaise (en portugais : freguesia) de la municipalité d'Ovar dans le district d'Aveiro.
La loi no 11-A/2013 du 28 janvier 2013, portant réorganisation administrative du territoire des freguesias, fusionne São Vicente de Pereira Jusã avec les paroisses voisines d'Ovar, São João et Arada pour former l’União das freguesias de Ovar, São João, Arada e São Vicente de Pereira Jusã (dont le siège est à São João).